# Sam Palladio

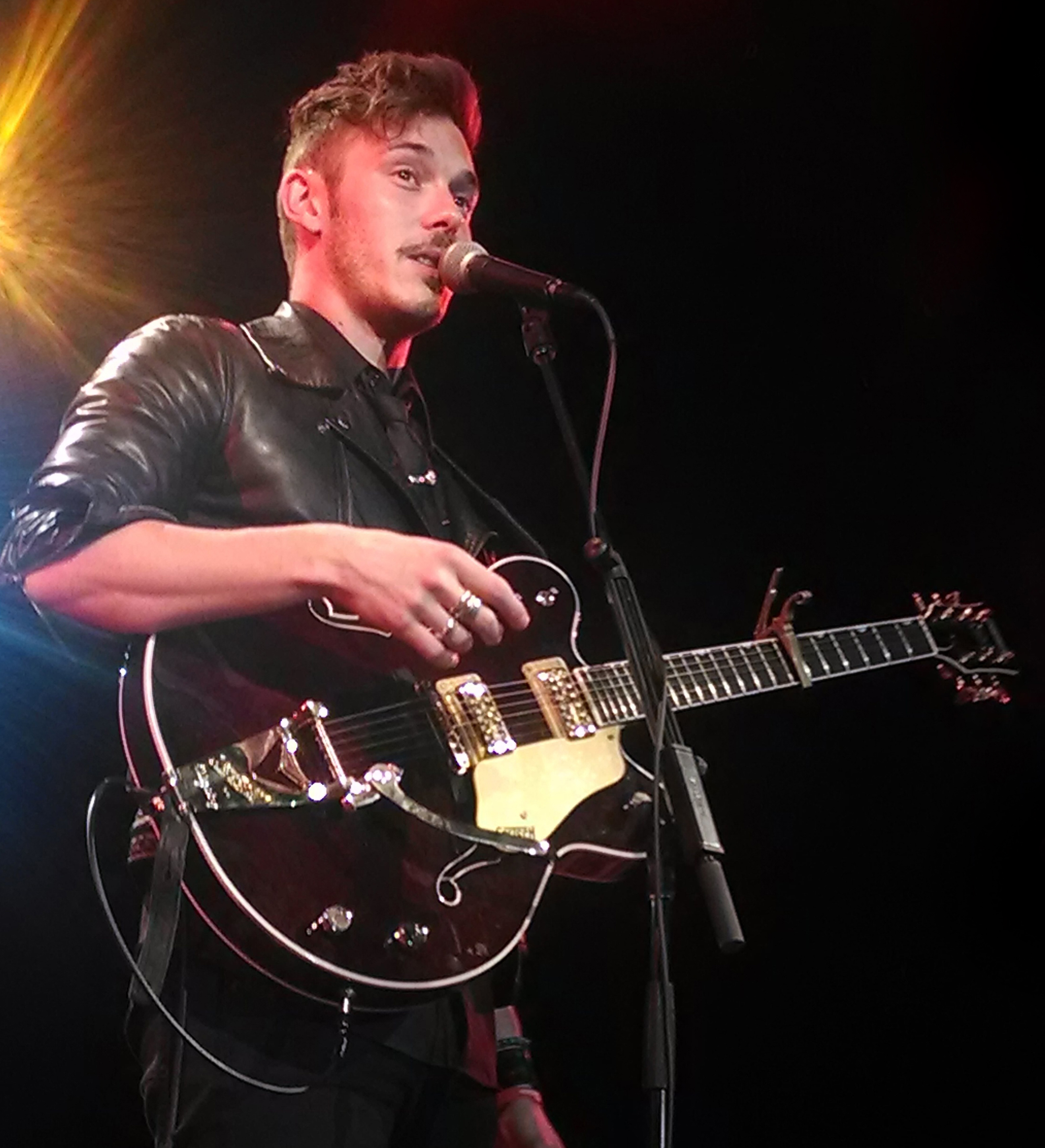
Sam Palladio (2014)

Sam Palladio  (* 21. November 1986 in Pembury, Kent, England) ist ein britischer Schauspieler und Musiker.

## Leben
Sam Palladio wuchs bei seinen Eltern in Cornwall auf. 2008 machte er seinen Abschluss am Rose Bruford College in Sidcup. Nach einigen kleineren Film- und Fernsehrollen bekam er 2012 eine wiederkehrende Rolle in der Fernsehserie Episodes. Im selben Jahr ergatterte er eine der Hauptrollen in der ABC-Serie Nashville. Des Weiteren hatte Palladio 2013 eine kleine Rolle in Runner Runner und lieh 2015 Roland in dem wenig erfolgreichen Disney-Film Strange Magic seine Stimme.

## Filmografie
- 2010: Little Crackers (Fernsehserie, Folge 1x06)
- 2011: Doctors (Fernsehserie, Folge 13x04)
- 2011: The Hour (Fernsehserie, Folgen 1x05–1x06)
- 2011: 7 Lives
- 2012: Cardinal Burns (Fernsehserie, 2 Folgen)
- 2012: Walking and Talking (Fernsehserie, Folge 1x02)
- 2012–2018: Nashville (Fernsehserie, 122 Folgen)
- 2013: Runner Runner
- 2015: Strange Magic (Stimme von Roland)
- 2016: Humans (Fernsehserie, Staffel 2)
- 2018: Prinzessinnentausch (The Princess Switch)
- 2020: Prinzessinnentausch: Wieder vertauscht (The Princess Switch: Switched Again)
- 2021: Prinzessinnentausch 3: Auf der Jagd nach dem Stern (The Princess Switch: Romancing the Star)
- 2024: Bob Marley: One Love